# Mertseger Mons
Il Mertseger Mons è una struttura geologica della superficie di Venere.